# 娜塔莎·斯科特
娜塔莎·斯科特（英語：Natasha Scott，1990年11月27日—），澳大利亚女子草地滚球运动员。她曾代表澳大利亚参加2010年、2014年、2018年和2022年英联邦运动会草地滚球比赛，获得二枚金牌。